# Lachnaia pseudobarathraea
Lachnaia pseudobarathraea — вид листоїдів з підродини клітрін (Clytrinae). Ареал охоплює гірський хребет Сьєрра-Невада в Іспанії.